# Rynek 14 (Lublin)

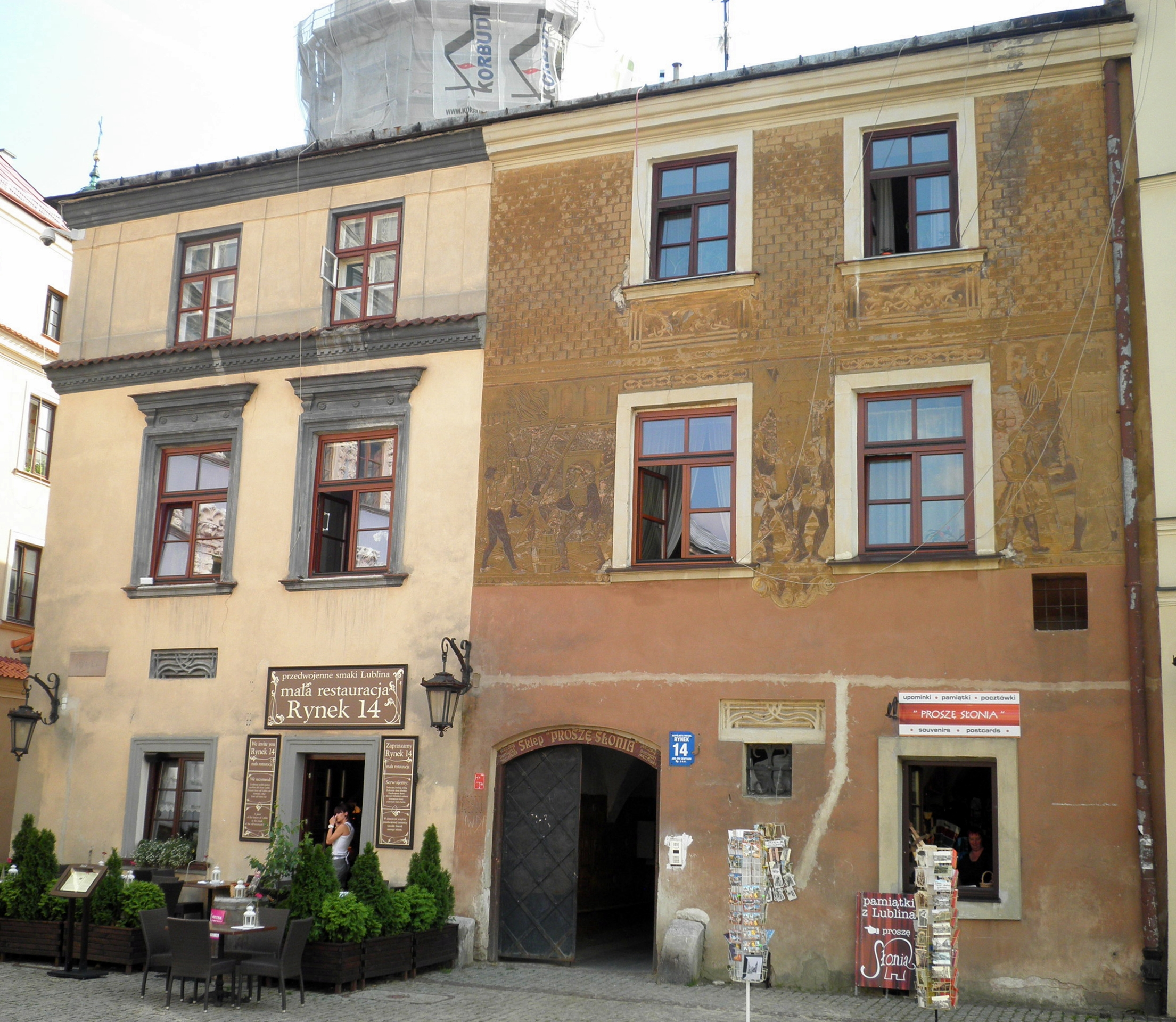
Gebäude bei Rynek 14 in Lublin

Das Gebäude an der Adresse Rynek 14 befindet sich in der historischen Altstadt von Lublin in Polen, genauer: am Marktplatz. Das Haus besteht aus zwei getrennten Teilen, welche durch die unterschiedliche Fassadengestaltung identifiziert werden können.

## Geschichte
Im 14. Jahrhundert befanden sich an dieser Stelle vermutlich zwei Holzhäuser auf Fundamenten aus Ziegelsteinen. Diese beiden Holzhäuser wurden im 15. Jahrhundert durch ein eingeschossiges Steingebäude ersetzt. 1639 wurde dieser Bau bis zum zweiten Geschoss erweitert. Der alte Verputz wurde 1938 entfernt und Ziegelsteinmotive freigelegt. Zu dieser Zeit wurde auch das Sgraffito angebracht mit der Szene des heiligen Georg, wie dieser gegen den Drachen kämpft. In der Aussparung darüber befand sich das Lubliner Wappen. Entworfen wurde dieses von Jan Wodyński und Borys Borkowski. Die Renovierungsarbeiten wurden von Szczęsny Felicjan Kowarski geleitet. Bei den Arbeiten wurden Fensterstürze aus der zweiten Hälfte des 15. Jahrhunderts freigelegt. Es ist jedoch nicht sichergestellt, dass sich die gotischen Fensterstürze in situ sind oder nachträglich hinzugefügt wurden. Dies war teilweise bei anderen Renovierungsarbeiten unter der Zeit von Józef Edward Dutkiewicz der Fall. Die Renovierung wurde 1954 fertiggestellt. Dabei wurden die getrennten Teile des Hauses durch die unterschiedliche Fassadengestaltung hervorgehoben. Der Gebäudeteil an der Ecke wurde mit glattem Verputz versehen. Der andere Gebäudeteil wurde mit Sgraffito dekoriert, die in drei figürlichen Darstellungen Szenen am ersten Geschoss das Löschen von Feuer zeigen. Im zweiten Geschoss darüber befinden sich Sgraffito mit Ziegelsteinmotiven mit Blumendarstellungen. An beiden Gebäudeteilen wurde jeweils ein gotischer Fenstersturz sichtbar in der Fassade beibehalten.